# Liste der Bodendenkmale in Gorleben
In der Liste der Bodendenkmale in Gorleben sind alle Bodendenkmale der niedersächsischen Gemeinde Gorleben aufgelistet. Die Quelle ist der Denkmalatlas Niedersachsen. Der Stand der Liste ist der 29. Juni 2024.

## Allgemein
In den Spalten finden sich folgende Informationen des Bodendenkmales:
Lagegeographische Koordinaten
BezeichnungBezeichnung lt. Denkmalatlas
BeschreibungBeschreibung lt. Denkmalatlas
IDObjekt-ID
BildBild, ggf. zusätzlich mit Link zu weiteren Fotos im Medienarchiv Wikimedia Commons.

## Meetschow
| Lage                       | Bezeichnung       | Beschreibung | ID       | Bild |
| -------------------------- | ----------------- | ------------ | -------- | ---- |
| 53° 3′ 7″ N, 11° 23′ 37″ O | Meetschow 1, Burg |              | 28920261 |      |